# Ludwig Wilhelm von Braunschweig
Ludwig Wilhelm von Braunschweig (* 11. November 1758 in Jagow, Kreis Pyritz; † 10. Mai 1838 in Berlin) war königlich preußischer Generalauditor der Armee und Geheimer Oberregierungsrat sowie Mitglied der Immediatuntersuchungskommission.

## Herkunft
Er war Angehöriger des pommerschen Adelsgeschlechtes von Braunschweig. Seine Eltern waren der Landrat David Vincenz von Braunschweig (1711–1763) und dessen zweite Ehefrau Johanna Louise du Rosey († 12. März 1820).

## Leben
Am 10. August 1781 ging er in den preußischen Staatsdienst und kam als Assessor zur pommerschen Regierung. Am 16. August 1791 wurde er Kammergerichtsrat und 1799 Vizepräsident der pommerschen Regierung in Stettin. Am 5. April 1803 wurde er erster Präsident der Regierung in Posen. Nach dem verlorenen Krieg von 1807 war er Mitglied der Immediatuntersuchungskommission, welche das Verhalten der Offiziere untersuchte. Am 25. Dezember 1807 wurde er Chef-Präsident der Regierung in Stettin. Am 5. April 1810 wurde er Geheimer Oberregierungsrat und General-Auditor der Armee, am 28. Juni 1810 wurde er auch Präsident des Oberappellationssenats des Kammergerichts. Am 26. August 1820 wurde er dann als General-Auditor der Armee entlassen und am 1. April 1836 mit Pension in den Ruhestand verabschiedet. Er starb zwei Jahre später am 10. Mai 1838.

## Familie
Er heiratete am 4. November 1803 Caroline Henriette von Grolman (* 22. März 1774; † 15. März 1843), die älteste Tochter des Obertribunal-Präsidenten Heinrich Dietrich von Grolman. Das Paar hatte folgende Kinder:
- Emilie Helene (* 22 Jul 1809; † 24. Januar 1866) ⚭ Adolf von Brauchitsch (* 18. August 1800; † 12. Dezember 1876) Sohn von Carl von Brauchitsch
- Marie Luise Adelheide (* 11. November 1812; † 25. Dezember 1856) ⚭ 1833 Emil von Brauchitsch (* 29. August 1801; † 19. Oktober 1881)[1] Sohn von Carl von Brauchitsch